# Grammaria rigida
Grammaria rigida is een hydroïdpoliep uit de familie Lafoeidae. De poliep komt uit het geslacht Grammaria. Grammaria rigida werd in 1943 voor het eerst wetenschappelijk beschreven door Fraser. 